# Pratum Chuthong
Pratum Chuthong (tiếng Thái: ประทุม ชูทอง, sinh ngày 26 tháng 10 năm 1983) là một cầu thủ bóng đá người Thái Lan thi đấu ở vị trí trung vệ cho câu lạc bộ MOF Customs United.

## Sự nghiệp câu lạc bộ
Pratum thi đấu cho Osotspa Saraburi FC một thời gian dài, là cầu thủ ra sân thường xuyên cho đội bóng. Sau đó anh chuyển đến Buriram United năm 2012. Phong độ của anh tại Buriram ổn định và thường xuyên ra sân. Pratum thi đấu ở Giải vô địch bóng đá các câu lạc bộ châu Á 2012 và Giải vô địch bóng đá các câu lạc bộ châu Á 2013 cho Buriram United. Khởi đầu Giải bóng đá Ngoại hạng Thái Lan 2013, anh đá một vài trận, nhưng sau đó phong độ của anh không tốt. Vì vậy, Tanasak Srisai giành được vị trí trung vệ của Pratum. Anh trở lại phong độ vào tháng 7 và lại thành cầu thủ xuất phát.

## Sự nghiệp quốc tế
Pratum Chuthong được triệu tập vào đội tuyển quốc gia, trong đội hình xuất phát của Winfried Schäfer tại Vòng loại giải vô địch bóng đá thế giới 2014. 
Vào tháng 10 năm 2013 Pratum được triệu tập vào đội tuyển quốc gia bởi Surachai Jaturapattarapong thi đấu Vòng loại Cúp bóng đá châu Á 2015.
Vào tháng 10 năm 2013 anh thi đấu trận giao hữu trước Bahrain.
Vào 15 tháng 10 năm 2013 anh thi đấu trước Iran ở Vòng loại Cúp bóng đá châu Á 2015.
Vào tháng 5 năm 2015, anh được triệu tập vào Thái Lan để thi đấu Vòng loại giải vô địch bóng đá thế giới 2018 khu vực châu Á với Việt Nam.

## Phong cách thi đấu
Although Pratum không phải là một hậu vệ cao, anh cứng rắn và cơ bắp. Pratum có thể thi đấu ở cả vị trí hậu vệ phải hay hậu vệ trái. Anh được biết đến với khả năng cản phá rắn và là hậu vệ hiếu chiến.

## Quốc tế
Tính đến 23 tháng 3 năm 2017
| Đội tuyển quốc gia | Năm  | Số trận | Bàn thắng |
| ------------------ | ---- | ------- | --------- |
| Thái Lan           | 2004 | 1       | 0         |
| Thái Lan           | 2011 | 1       | 0         |
| Thái Lan           | 2013 | 3       | 0         |
| Thái Lan           | 2015 | 6       | 0         |
| Thái Lan           | 2016 | 7       | 0         |
| Thái Lan           | 2017 | 1       | 0         |
| Thái Lan           | Tổng | 19      | 0         |

## Danh hiệu

### Câu lạc bộ
Buriram United
- Giải bóng đá Ngoại hạng Thái Lan (2): 2013, 2014
- Cúp Hiệp hội Bóng đá Thái Lan (2): 2012, 2013
- Cúp Liên đoàn Bóng đá Thái Lan (2): 2012, 2013
- Cúp Hoàng gia Kor (2): 2013, 2014

Chiangrai United
- Cúp Hiệp hội Bóng đá Thái Lan (1): 2017

### Quốc tế
Thái Lan
- Giải vô địch bóng đá Đông Nam Á (1): 2016